# Mathildeordenen

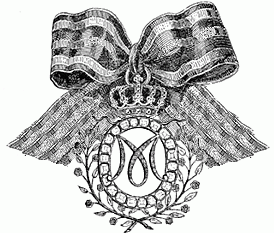
Mathildeordenen

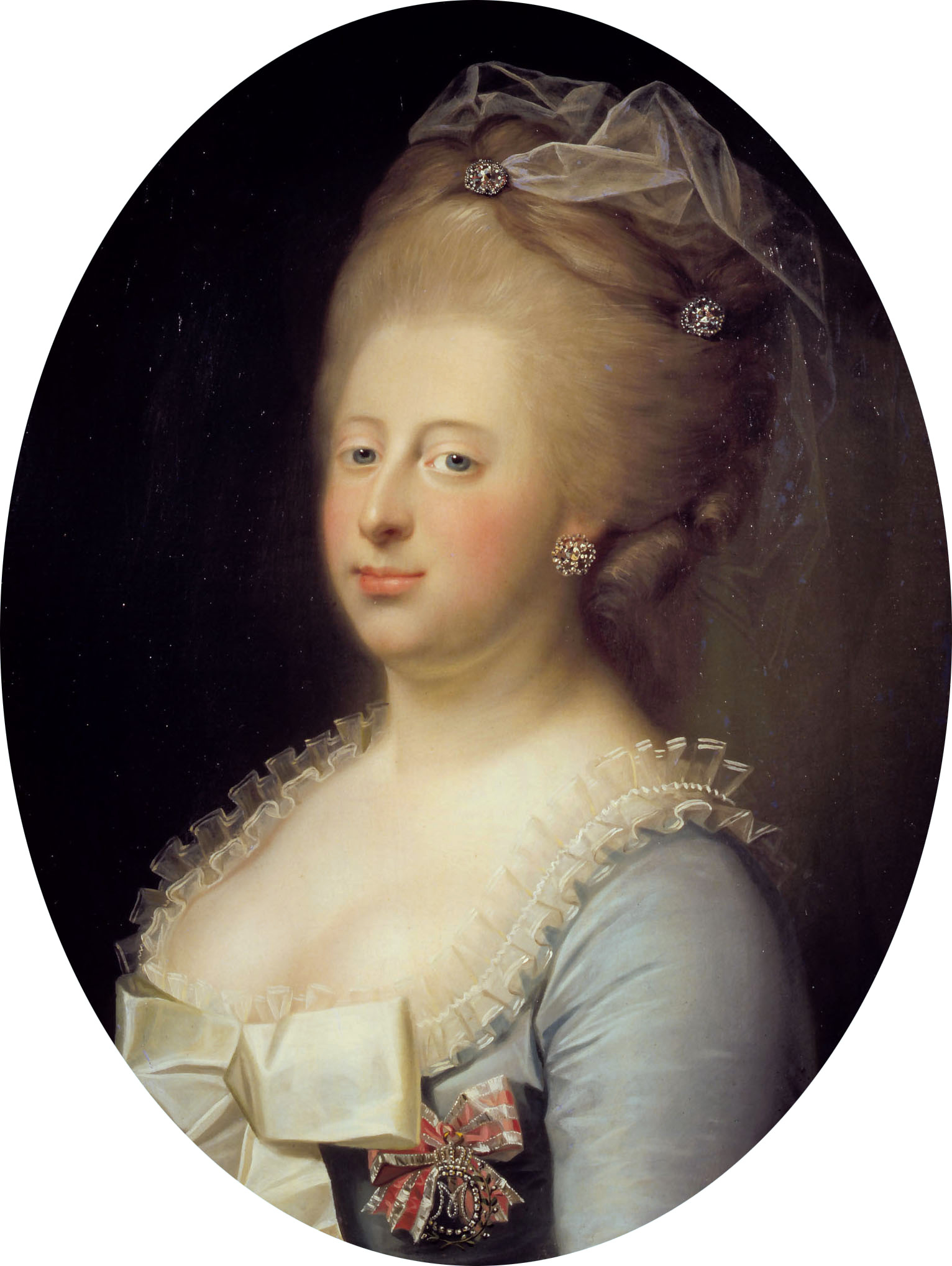
Caroline Mathilde av Storbritannien

Mathildeordenen var en kunglig dansk orden som skapades av Danmarks dåvarande drottning Caroline Mathilde av Storbritannien till kung Kristian VII:s födelsedag 29 januari 1771, och som fick sitt namn efter sin skapare. Orden delades ut till enbart tolv personer, vid samma tillfälle den skapades, vilka bestod av kungafamiljens medlemmar och drottningens och Struensees närmaste vänner och anhängare.  
Mottagare
1. Caroline Mathilde av Storbritannien
2. Kristian VII av Danmark
3. Juliana Maria av Braunschweig-Wolfenbüttel
4. Arvprins Fredrik av Danmark
5. Johann Friedrich Struensee
6. Peter Elias von Gähler
7. Christine Sophie von Gähler
8. Schack Carl Rantzau-Ascheberg
9. Caroline Schimmelmann
10. Amalie Sophie Holstein
11. Enevold Brandt
12. Louise von Plessen